# Mezasze Pokémon Master
A Mezasze Pokémon Master Macumoto Rika 5. kislemeze, mely 1997. június 28-án jelent meg. Címadó dal a Pokémon anime nyitózenéjének eredeti, japán változata, míg a második dal az anime záródala. A harmadik és negyedik dal az anime egy-egy részében felhangzó dal. A kislemez a 7. helyet érte el az Oricon charton, 56 hétig volt listán és 1.127.760 adtak el belőle. Ezzel ez minden idők legsikeresebb animéhez készült kislemeze. A címadó dalból számos verzió készült, melyek elsősorban az animéhez készült mozifilmek betétdala lett.

## Dalok listája
1. Mezasze Pokémon Master (めざせポケモンマスター; Cél, hogy Pokémon mester legyek) 4:12
2. Hjaku Gozsú Icsi (ひゃくごじゅういち; Százötvenegy) 4:00
3. Pokémon Ieru Kana? (ポケモン言えるかな?; Meg tudod nevezni a Pokémonokat?) 4:23
4. Ojaszumi Boku no Pikachu (おやすみ ぼくのピカチュウ; Jó éjszakát, Pikachum) 4:25
5. Mezasze Pokémon Master (Original Karaoke) 4:10